# Paul Morphy
Paul Charles Morphy (ur. 22 czerwca 1837 w Nowym Orleanie, zm. 10 lipca 1884 tamże) – amerykański szachista, nieoficjalny mistrz świata w latach 1858–1860.

## Życiorys

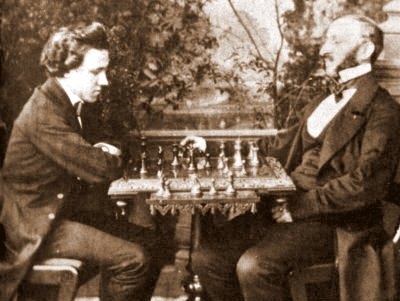
Paul Morphy w pojedynku z Johannem Löwenthalem, 1858

Morphy wychował się w zamożnej i wpływowej rodzinie. Szachy poznał przyglądając się partiom rozgrywanym w rodzinnym domu. Szybko ujawnił się jego niezwykły talent. W wieku dziewięciu lat był uważany za jednego z najsilniejszych szachistów w Nowym Orleanie. W 1850 roku do rodzinnego miasta Morphy’ego zawitał jeden z czołowych szachistów świata, Węgier Johann Löwenthal, który rozegrał trzy partie z trzynastoletnim Morphym, wszystkie przegrane. Morphy nie traktował wówczas szachów zbyt poważnie. Po ukończeniu szkoły średniej w 1855 roku rozpoczął studia prawnicze. W wieku dwudziestu lat, po ukończeniu studiów, był zbyt młody, by rozpocząć prawniczą praktykę. W tym czasie otrzymał zaproszenie na pierwszy amerykański kongres szachowy, który miał się odbyć jesienią 1857 roku w Nowym Jorku. Głównie za namową swego wuja, który był bardzo dumny z jego szachowych talentów, Morphy wybrał się w daleką podróż do Nowego Jorku. W rozegranym turnieju z udziałem najsilniejszych szachistów amerykańskich pokonał wszystkich przeciwników. W eliminacjach wygrał dziewięć partii i zremisował jedną. W finale zwyciężył niemieckiego profesjonalistę, Louisa Paulsena, zaliczanego do czołowych szachistów świata. Morphy’ego obwołano mistrzem Ameryki. Styl, w jakim wygrywał swoje partie robił ogromne wrażenie. Wróżono mu wielką szachową karierę i namawiano do wyjazdu do Europy, gdzie mógłby się zmierzyć ze wszystkimi ówczesnymi mistrzami.
W 1858 roku Morphy skorzystał z zaproszenia do udziału w turnieju w angielskim Birmingham i wyjechał do Europy. W turnieju nie wystartował, lecz rozegrał serię meczów z angielskimi mistrzami, wszystkie wygrywając. Pokonał m.in. Thomasa Barnesa (+19 -7 =1), Samuela Bodena (+5 -1 =3) i Henry’ego Birda (+10 -1 =1), jednak najbardziej zależało mu na meczu z Howardem Stauntonem, uważanym za najsilniejszego angielskiego szachistę. Staunton unikał meczu i mimo wielu sposobności nigdy do tego meczu nie doszło.
W Londynie Morphy wygrał ze znajdującym się w wysokiej formie Löwenthalem (+10 -4 =5). Po nieudanych próbach zorganizowania meczu ze Stauntonem Morphy pojechał do Paryża, drugiego szachowego centrum ówczesnej Europy. W słynnej paryskiej kawiarni szachowej Café de la Régence wygrał mecz z Danielem Harrwitzem (+5 -2 =1). W grudniu 1858 roku do Paryża przyjechał Adolf Anderssen, specjalnie w celu spotkania się z Morphym. Anderssen był wówczas uważany za najsilniejszego szachistę świata. Morphy gładko pokonał renomowanego przeciwnika (+7 -2 =2). Był to najważniejszy mecz Morphy’ego, przez wielu uważany za nieoficjalny mecz o mistrzostwo świata.
Podczas pobytu w Europie Morphy zyskał wielką sławę. Rozegrał wiele pokazowych partii z udziałem publiczności. W londyńskich i paryskich klubach rozgrywał symultany „na ślepo”. W Londynie w pokazie gry jednoczesnej na pięciu szachownicach pokonał drużynę składającą się z zawodowych szachistów (Boden, Barnes, Bird, Löwenthal i Jules Arnous de Riviere). Wiosną 1859 roku wrócił do Ameryki, gdzie przyjęto go jak bohatera narodowego. Był w centrum zainteresowania prasy, na jego cześć organizowano uroczyste bankiety, zapraszały i odwiedzały go prominentne osobistości. Przez dwa lata prowadził kącik szachowy w nowojorskiej gazecie Ledger i pracował w redakcji miesięcznika szachowego The Chess Monthly. Publicznie ogłosił, że rozegra mecz z każdym przeciwnikiem, dając mu przewagę piona i jednego ruchu, jednak żaden z wielkich mistrzów nie kwapił się do podjęcia rzuconej rękawicy. Pomimo rozegrania tylko jednego meczu z czołowym szachistą świata (Anderssenem) był uznawany za niepokonanego mistrza świata.
Wobec braku godnych przeciwników Morphy zadeklarował koniec swojej kariery szachisty i powrócił do rodzinnego Nowego Orleanu. Chciał zająć się praktyką prawniczą, w czym przeszkodził mu wybuch wojny secesyjnej w 1861 roku. Przeciwny secesji Morphy nie przystąpił do Konfederatów. Wkrótce opuścił Amerykę i wyjechał do Paryża, jednak nie wykazywał już zainteresowania szachami. Po zakończeniu wojny ponownie próbował otworzyć kancelarię prawniczą w Nowym Orleanie, ale sława wielkiego szachisty i jego niepopularny na południu Stanów stosunek do wojny secesyjnej nie pomogły mu w karierze prawnika. Z braku klientów był zmuszony porzucić swoją profesję. Niepowodzenia w zawodzie prawnika, rozczarowanie szachami (czy też zawód miłosny, jak podają niektóre źródła) były przyczyną melancholii Morphy’ego, która przerodziła się w manię prześladowczą. Zabezpieczony materialnie przez rodzinę, z objawami postępującej choroby psychicznej, do końca życia pozostawał bezczynny.
Zmarł w Nowym Orleanie w 1884 roku na udar mózgu w wieku 47 lat.
„Był mistrzem kombinacji. Grał z godną podziwu elegancją i pomysłowością. Preferował atak, inicjatywę, szybki rozwój. Wniósł szczególnie wiele oryginalnych myśli do fazy gry końcowej (…) Określić go można jako artystę przy szachownicy! (…) Uznany został przez potomność i historię za geniusza szachowego”.
Według retrospektywnego systemu Chessmetrics, pomiędzy wrześniem 1858 a listopadem 1861 zajmował pierwsze miejsce na świecie. W czerwcu 1859 osiągnął najwyższy w tym okresie ranking – 2743 punktów. Dla upamiętnienia go powstało pojęcie liczb Morphy’ego.